# 中村敬斗
中村敬斗（日语： Nakamura Keito，2000年7月28日—），日本足球運動員，司職前鋒，現效力於法甲球隊蘭斯，日本國家足球隊成員。

## 俱樂部生涯
中村敬斗在2000年7月28日出生于日本千叶县我孙子市，在小学时便加入了较为职业的俱乐部（日职联赛球队柏雷素尔的下属青年俱乐部），中学时为了进一步培养自己的个人能力，加入了三菱养和SC。
U17世界盃的出色表现引来了众多日职联赛的邀请，最终中村敬斗选择了大阪飞脚。2017年12月大阪飞腳正式签下中村敬斗，这时的他还只是个高中二年级学生，於2018年賽季正式入队。
在2018年2月的日职联赛首轮，中村敬斗便替补登场完成职业联赛首秀。为了增加中村敬斗的出场时间，大阪飞腳在赛季里经常把中村敬斗放到大阪飞腳U23参加日丙联赛。在职业第一年也在日丙联赛、日职联赛、日本联赛盃均取得了进球。
进入2019年，中村敬斗联赛杯5场打入3球，天皇盃第二轮更是完成了职业生涯首个帽子戏法。他在各项赛事登场18场攻入7球并有5次助攻，他被提名为2019年10月的日本联赛盃最佳新秀候选。
大阪飛腳官方宣布，球队小将中村敬斗以租借形式加盟荷甲球会川迪，这份租借合同长达2年。
中村敬斗在17场荷甲比赛中有4球1助攻的数据，而他的出场时间仅有856分钟。荷兰杯1场2球，也是首次梅开二度；另外中村在U21联赛中出场5次打入5球，在对荷乙埃因霍温U21的时候完成了帽子戏法，最终位列U21射手榜第二。
本赛季荷甲首轮，中村敬斗一脚远射攻破PSV燕豪芬，帮助球队逼平荷甲豪门。第2轮对格罗宁根又打入1球，帮助球队获胜。
中村在荷甲第6轮对阵幸运薛达。上半场的中村表现出色，1球1助，不过在上半场的补时阶段，一个放铲的犯规，让他直接被红牌罚下。在经历了停赛之后，后面6轮比赛有一半都是坐在替补席上没有获得出场时间。
大阪飞脚官方宣布，锋线小将中村敬斗提前结束在荷甲川迪的租借，下赛季将被租借至比甲圣图尔登。
12月1日比甲第11轮补赛，圣图尔登2:3不敌皇家穆斯克龙精英队。小将中村敬斗第78分钟替补登场，在补时最后阶段打入1球，完成本赛季的首个进球。
大阪飞脚官方，租借圣图尔登的中村敬斗与球队解约，并同时租借奥乙球队帕斯治，租借期到2021年12月31日。
2021年8月10日，大阪飞脚官方宣布队内边锋中村敬斗结束租借此前的租借，完全转会至奥超联赛球队林茨。
在欧协联小组赛中，林茨主场2-0艾拉斯克特，日本球员中村敬斗在第12和第87分钟打进两球。
2022年8月31日，奥地利杯第2轮，林茨4:1第三级别球队SC Imst。中村敬斗第64分钟替补登场。第85分钟中村敬斗接队友传球打入绝平球进入加时赛。第94分钟助攻队友弗洛里安·弗莱克打入1球，第104分钟中村敬斗再度破门，完成梅开二度，帮助球队锁定胜局。
2022年9月4日，奥超第7轮，林茨1:1战平列特。中村敬斗首发第86分钟被换下。上半场伤停补时阶段中村敬斗打进一球帮助球队领先。

## 國家队生涯
中村敬斗在高二（2017年）时被选拔为日本U17足球代表队成员，参加了当年的国际足总U-17世界盃，首场比赛对阵洪都拉斯，中村敬斗上演帽子戏法率队6-1大胜对手；第二场输给法国后，第三场又是凭借中村的进球艰难逼平新喀里多尼亚，一胜一平一负进入16强。八分之一决赛点球不敌英格兰，中村敬斗在本届比赛中3场比赛共打进4球，成为队内射手王。
2024年1月，中村敬斗入选2023年亚洲杯决赛周日本國家隊阵容。

## 外部連結
- 中村敬斗 – FIFA國際賽競賽紀錄 (存檔)
- 日本職業足球聯賽中的中村敬斗 （日語）
- 中村敬斗的Instagram帳戶